# حالة خاصة (مسلسل 2024)
حالة خاصة مسلسل تلفزيوني مصري عُرض في عام 2024 ومن انتاج منصة واتش إت، من بطولة غادة عادل وطه دسوقي، من تأليف مهاب طارق ومن إخراج عبد العزيز النجار.

## قصة المسلسل
تدور الأحداث حول "نديم أبو سريع"، وهو شاب يعاني من مرض التوحد ويحاول التغلب على التحديات التي يواجهها في حياته، بعد أن تخرج من كلية الحقوق ولم يتم تعيينه في الكلية رغم أنه الأول على دفعته كما ورد على لسانه في أحد مشاهد المسلسل، لأنه "حالة خاصة"، ويتمنى أن يصبح محاميًا ناجح، فيتقدم بالعمل في مكتب المحامية الشهيرة أماني النجار كمتدرب، وتتوالي الأحداث التي يجد فيها نديم نفسه سواء في حل القضايا التي تطلب أماني من فريق المتدربين نقاشها وحلها، أو علاقته بزملائه في المكتب ومنهم " رام الله" السورية المهاجرة في مصر، والتي تجد نفسها مضطرة إلى الزواج بنديم الذي وافق على مساعدتها لتجديد أقامتها التي شارفت على الانتهاء، وكذلك علاقته بزميله "عز" وهو شخصية مجاملة استغلالية حاول تجيير ذكاء نديم في حل القضايا لصالحه، وإيهماه بأنه صديق مخلص. يواصل نديم مواجهته لمواقف جديدة عليه مثل زواجه على الورق وترافعه لأول مره في حياته، وصدمته بمرض صديقه الوحيد "جميل" ثم وفاته بعد ذلك، وكيف استطاع تجاوز كل اللحظات الصعبة ومنها مواجهته لعمه رجل الأعمال الثري الذي رفض الاعتراف به وبوالدته. ينتهي المسلسل الشيق المليء بمشاهد الكوميديا الخفيفة بعلاقة زواج حقيقة بين نديم ورام الله وطلاق أماني من زوجها وتثبيت عز وندى في مكتب أماني، وبدء نديم مشواره المهني كمحامي مستقل في مكتبه الخاص، وربحه لأول قضية بعد ترافعه فيها. يعرج مؤلف العمل على ثيمات ثقافية من الثمانينات والتسعينات مثل فرقة المصريين والموسيقار هاني شنوده التي غطت موسيقى وأغاني بعض أعماله خليفات مشلهد المسلسل، وروايات المفامرين الخمسة، وروايات الرعب المصرية للجيب.

## طاقم التمثيل
- غادة عادل: "أماني النجار"
- طه دسوقي: "نديم"
- هاجر السراج: "رام الله"
- نبيل علي ماهر: "جميل"
- حسن أبو الروس: "عز"
- أحمد الأزعر: "خالد"
- وئام مجدي: "عبير"
- علي السبع: "يوسف"
- لينا إيهاب: "ندى"
- أحمد طارق: "ياسر"
- آدم النحاس: "نديم" - طفل
- آدم وهدان: "علي" - طفل

## الإنتاج
المسلسل من انتاج منصة watch it الأصلية، ويعرض العمل بواقع حلقتين في الأسبوع والمسلسل من تنفيذ تي فيجن للمنتج طارق الجنايني.

## فريق العمل
- إخراج: عبد العزيز النجار
- تأليف: مهاب طارق
- منتج منفذ: تي فيجن (طارق الجنايني)
- مدير التصوير: محمد عبد الرؤوف
- مونتاج: كريم سعد
- موسيقى تصويرية: هاني شنودة
- انتاج: watch it

## وصلات خارجية
- حالة خاصة على موقع IMDb (الإنجليزية)
- حالة خاصة على موقع قاعدة بيانات الأفلام العربية
- حالة خاصة على موقع قاعدة بيانات الفيلم (الإنجليزية)